# Michael Guggemos
Michael Guggemos (* 28. Oktober 1956 in Ulm) ist ein deutscher Politiker und Gewerkschafter.

## Leben
Guggemos wuchs in Ehingen (Donau) auf und studierte anschließend in Tübingen Empirische Kulturwissenschaft, Politikwissenschaft und Volkswirtschaft. Er war in den Jahren 1986 bis 1988 Bundesvorsitzender der Jungsozialisten (Jusos). Von 1999 bis 2007 war er Leiter des Hauptstadtbüros der IG Metall. In den Jahren 2008 bis 2013 koordinierte er die Vorstandsaufgaben beim Vorstand der IG Metall in Frankfurt am Main.
In der Zeit von Januar 2014 bis Januar 2021 fungierte er als Sprecher der Geschäftsführung der Hans-Böckler-Stiftung.

## Veröffentlichungen (Auswahl)
- Zusammen mit Joachim Beerhorst und Alex Demirović (Hrsg.): Kritische Theorie im gesellschaftlichen Strukturwandel. Suhrkamp, Frankfurt am Main 2004, ISBN 978-3-518-12382-9.